# كارين غراوي
كارين غراوي هي حاملة لقب ملكة جمال لبنان لعام 2013. مثلت بلادها لبنان في مسابقة ملكة جمال الكون عام 2013 و ملكة جمال العالم عام 2013. درست الهندسة الداخلية في الجامعة اللبنانية الأميركية.